# Pseudochirops corinnae
Pseudochirops corinnae är en pungdjursart som först beskrevs av Thomas 1897. Pseudochirops corinnae ingår i släktet Pseudochirops och familjen ringsvanspungråttor. IUCN kategoriserar arten globalt som nära hotad.
Pungdjuret förekommer i Nya Guineas centrala och östra bergstrakter. Arten vistas där mellan 900 och 2900 meter över havet. Habitatet utgörs av tropisk regnskog och delvis av människans trädgårdar. Per kull föds en unge.

## Underarter
Arten delas in i följande underarter:
- P. c. argenteus
- P. c. corinnae
- P. c. fuscus